# Cheilosia thalassica
Cheilosia thalassica är en tvåvingeart som beskrevs av Peck 1971. Cheilosia thalassica ingår i släktet örtblomflugor, och familjen blomflugor. Inga underarter finns listade i Catalogue of Life.